# Clanga pomarina

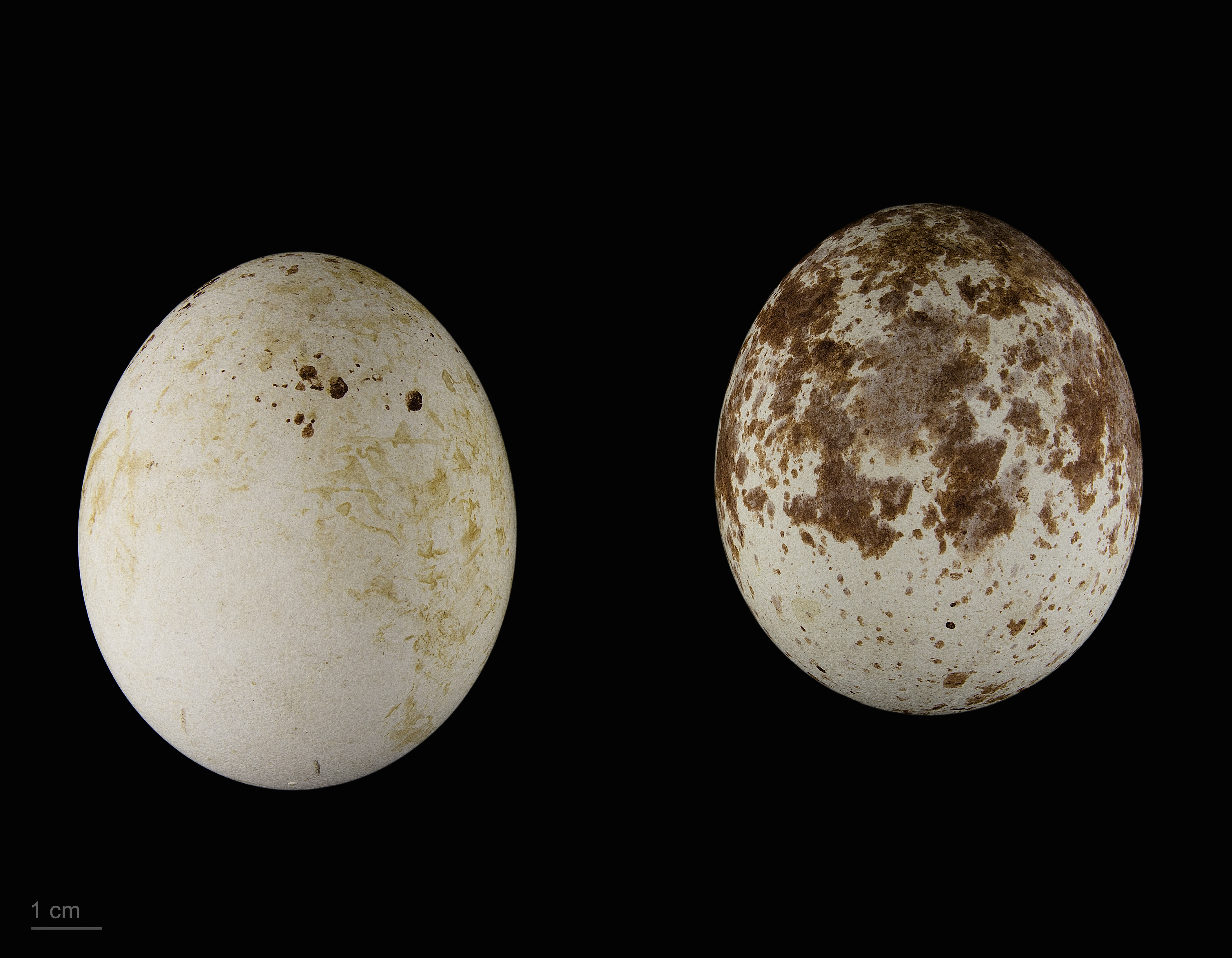
Clanga pomarina

L'aquila anatraia minore (Clanga pomarina (Brehm, 1831)) è un uccello rapace di medie-piccole dimensioni della famiglia Accipitridae.

## Descrizione
Lunghezza 60 cm, apertura alare circa 150 cm. I sessi sono simili.

## Biologia
Caccia piccoli mammiferi.

## Distribuzione e habitat
L'areale della specie comprende Europa, Africa e Medio Oriente.

## Conservazione
È considerata una specie a basso rischio..